# Store Bredning
Den Store Bredning (på tysk: Große Breite) er en bredning i den indre Sli beliggende mellem Stegsvig Snævring og Mysunde. Den Store Bredning er cirka 12 km2 stor, 4 km lang og har en næsten søagtig karakter. Her når Slien en bredde på 4,2 kilometer.
På bredningens nordlige bred ligger landsbyerne Fysing og Gejl. På dens sydlige bred ligger Vesby, Flækkeby med Gøteby-Holm, Gyby med Louisenlund og Borgvedel med Stegsvig. Den Store Bredning har bl. a. tilløb af Østerbæk, Nølsbæk og Gejl Bæk. Mod vest ved den kun 280 meter brede Stegsvig Snævring mellem Stegsvig og halvøen Rejsholm (Palør) går den Store Bredning over i Lille Bredning. Ud ved Rejsholm ligger den ubeboede lille ø Hestholm og resterne af vikingetidens Slispærring.